# Убийство Мухаммада абу-Хдейра
Убийство Мухаммада абу-Хдейра — убийство палестинского юноши группой израильтян, произошедшее 2 июля 2014 года, на следующий день после похорон трёх молодых израильтян, убитых палестинцами.

## Убийство и расследование
Мухаммад абу-Хдейр (араб. محمد أبو خضير‎, ивр. מוחמד אבו ח'דיר‎), палестинский юноша 16 лет из Шуафата, был похищен с улицы неподалёку от его дома, в Восточном Иерусалиме, когда он направлялся на утреннюю молитву в честь праздника Рамадан в местной мечети. Несколько прохожих заметили момент похищения и попытались остановить машину, в которую затащили подростка, но она скрылась в направлении еврейского иерусалимского района Гива-Царфатит. Свидетели сообщили о похищении семье парня, которая сразу же связалась с полицией. Полицейским удалось отследить сотовый телефон юноши, в результате чего через час после похищения его тело было обнаружено в Иерусалимском лесу.
Многие СМИ связывают похищение и убийство палестинского юноши с похищением и убийством трёх израильских парней. Полиция подозревает, что имело место убийство из чувства мести, так как абу-Хдейр был убит на следующий день после похорон и через день после обнаружения тел жертв первого похищения.
В палестинских СМИ были опубликованы «различные версии происшедшего: преступление на почве национальной ненависти или криминальное убийство». В полиции подчеркнули, что «превалирующей версией на данный момент является криминальное преступление, мотивы которого проверяются». Позже «глава иерусалимского округа полиции несколько раз подчеркнул, что полиция проверяет все возможные версии случившегося, и стоит воздержаться от поспешных выводов».
Махмуд Аббас призвал Биньямина Нетаньяху «осудить похищение и убийство 16-летнего юноши, как это сделал я в отношении похищенных израильтян. Израиль должен принять конкретные меры для прекращения нападений и хаоса». Премьер-министр Израиля Беньямин Нетаньяху призвал быстро раскрыть «гнусное» преступление и призвал всех «не брать правосудие в свои руки». Между тем, Рахель Френкель, мать одного из трёх похищенных и убитых подростков, осудила тех, кто призывает отомстить за гибель её сына, назвав «неприемлемым» убийство из чувства мести, так как это противоречит нормам морали. Госсекретарь США Джон Керри отметил, что «США решительно осуждают подлое и бессмысленное похищение и убийство Мухаммеда Хусейна Абу-Худейра».
После этого недалеко от дома убитого в районе Шуафат и в районе Бейт-Ханина начались беспорядки и столкновения между группами молодых палестинцев и израильскими полицейскими. Демонстранты нанесли существенный ущерб 3 трамвайным остановкам и бросали камни и самодельные взрывные устройства в полицейских, а те в ответ применили слезоточивый газ и резиновые пули. В районе были перекрыты дороги и прибыли машины скорой помощи. Как ожидается, похороны убитого пройдут позже, что может стать поводом для новых столкновений. В сторону полицейских были брошены три самодельных взрывных устройства, одно взорвалось и ранило местного жителя. Палестинское агентство Maan сообщило о не менее 50 раненых в ходе столкновений, из них 37 — резиновыми пулями. Среди пострадавших оказались сотрудники израильских и палестинских СМИ, в том числе фотокорреспондент Тали Меир (ранена резиновой пулей), корреспондент телеканала «Палестина» Кристин Ринуа, оператор Али Ясин и фотожурналист Ахмад Грабул.
Утром на Храмовой горе группа арабов забросала полицейских камнями. О пострадавших или задержанных не сообщалось.
В течения дня в районах Шуафат, Бейт-Ханин, Исауия, Сильван и других в Иерусалиме продолжались периодические столкновения арабской молодежи с израильскими полицейскими и бойцами пограничной службы. В районе поселка Аната в ходе столкновений был легко ранен военнослужащий. В Бейт-Сурике легко ранен охранник. На разгромленных арабами трамвайный остановках в Шуафате появились граффити «Смерть Израилю. Смерть евреям» на арабском и на иврите.
Расследование убийства арабского подростка продолжается, но на вечер 3 июля новых данных полицией не сообщалось. В СМИ и социальных сетях обсуждалась версия, согласно которой «юноша был убит за гомосексуализм», и что «Мухаммад Абу Хдэйр подавал жалобы в полицию в связи с преследованиями его за нетрадиционную сексуальную ориентацию». Согласно 2-му каналу ИТВ, 30 июня семья погибшего подростка обращалась по поводу попытки похищения его 9-летнего брата. При этом, их мать обвиняла в этой попытке евреев, а отец — арабов.
В ходе телефонного разговора с отцом убитого, Аббас назвал погибшего «одним из мучеников великой нации, которая не сдастся и не откажется от своих прав». Основные СМИ ПНА обвиняют в убийстве «еврейских посленцев», основываясь на мнении отца убитого. Представитель ООП Саиб Арикат призвал к «проведению международного расследования обстоятельств убийства Мухаммада Абу Хдэйра»
При этом, мэр Иерусалима Нир Баркат, назвав убийство «варварским актом», считает, что слишком рано говорить о смерти Абу Хдэйра как мести за убийство еврейских подростков, а член совета по безопасности Иерусалима Арье Кинг, сказал, что «убийство 16-летнего подростка Мохаммеда Абу Хдера из криминально неблагополучной семьи совершено не на националистической почве», и назвал его «спланированной провокацией […] для разжигания беспорядков».
Похороны Хдайра были отложены в связи с проведением экспертизы тела погибшего
.
4 июля после традиционной пятничной молитвы, тело Хдайра в рамках похоронной процессии было пронесено по району Шуфат в сопровождении нескольких тысяч палестинцев, скандирующих «Интифада! Интифада!», «Кровью и огнём отплатим за шахида» и «Миллион шахидов идут на Аль-Кудс». Подростка похоронили на местном кладбище как мученика. По сведениям полиции Израиля, несколько десятков палестинских подростков перед началом похорон закидали камнями стражей порядка, и полиция вновь была вынуждена применить слезоточивый газ, шумовые гранаты и резиновые пули.
2 палестинца были ранены после того, как арабы забросали камнями полицейских возле ворот Муграбим на подходе к Храмовой горе в Старом городе Иерусалима, где, ранее, полицией был ограничен доступ мусульман на пятничную молитву к комплексу мечетей Аль-Акса, куда пропускали лишь мужчин старше 40 лет, имеющих израильские удостоверения личности.
В районе Вади Джоз несколько сотен арабов забросали полицейских камнями, в Старом городе группа арабов попыталась прорваться через блокпост полиции в районе ворот Шальшелет, в районе Рас аль-Амуд несколько десятков — забросали полицейских камнями. Во всех случаях полицией были применены спецсредства.
Генеральный прокурор ПНА Мухаммад Абд аль-Рани аль-Ауайви по результатам экспертизы останков Хдайра проведённой израильскими врачами в присутствии директора Палестинского института судебной медицины Сабера Алула, заявил, что «непосредственной причиной смерти стали обширные ожоги всего тела», составляющие 90 %, а Алула сообщил о присутствии в дыхательных путях покойного продуктов горения, что означает, что погибший во время сжигания ещё был жив и дышал. Результаты экспертизы официально не опубликованы.
В ночь на 5 июля начались беспорядки в арабских населенных пунктах Тайбе, Калансуа, и Тира, продолжившиеся и днем. В результате беспорядков полиции пришлось перекрыть дорогу № 5614. Согласно радиостанции «Решет Бет», «арабы нападали на водителей автомобилей, проезжавших по дороге мимо Калансуа, останавливая машины и атаковали водителей, убедившись, что перед ними еврей. Один человек получил лёгкие травмы, ему потребовалась госпитализация. Несколько подвергшихся нападению водителей были вынуждены спасаться бегством, и нападавшие сожгли их машины».
6 июля мировой суд в Иерусалиме распорядился перевести под домашний арест сроком на 9 дней 15-летнего Тарика Абу Хдэйра, гражданина США, двоюродного брата убитого. Хдэйр был задержан 3 июля по подозрению в участии в беспорядках в Иерусалиме. Накануне была опубликована видеозапись, на которой было видно, как бойцы пограничной полиции МАГАВ избивают его в момент задержания. Проверка этого инцидента передана отделу минюста по расследованию преступлений, совершённых полицейскими. Глава фракции РААМ-ТААЛ в Кнессете Ахмад Тиби внёс за него залог. Семья Тарика заявляет, что юношу избили перед похоронами двоюродного брата и посадили под арест. Пресс-секретарь полиции Израиля М. Розенфельд заявил, что тот был одним из шести вооружённых зачинщиков беспорядков. Пресс-секретарь Госдепартамента США Джен Псаки призвала Израиль как можно скорее проверить сообщения о побоях, которые будто бы нанесли 15-летнему палестинцу Тарику Хдайру полицейские при его задержании.
Официальный представитель полиции на условиях анонимности заявил о аресте группы людей из шести человек из Иерусалима, Бейт-Шемеша и поселения Адам, в числе которых есть несовершеннолетние, подозреваемых в похищении и убийстве арабского подростка и, предположительно, входящих в еврейскую экстремистскую ультраправую группировку. В полиции сообщили Би-би-си, что подросток был убит «из-за своей национальности». Некоторые из подозреваемых были отправлены на психиатрическое обследование, в том числе подозреваемый, который проходит курс лечения психотропными средствами.
В пресс-службе полиции сообщили, что подозреваемые были задержаны «в результате оперативной работы Центрального следственного управления Иерусалимского округа при участии ШАБАК, и что с задержанными проводятся следственные действия».
В телевыступлении после ареста подозреваемых, Б. Нетаньяху заявил: «Мы не позволим экстремистам, неважно, с какой стороны, разжечь пожар в регионе и вызвать кровопролитие. Убийство есть убийство, подстрекательство есть подстрекательство, и мы будем агрессивно реагировать и на то, и на другое».
Он также пообещал найти тех, кто «стоит за похищением и убийством (еврейских) подростков», и призвал главу ПНА М. Аббаса сделать все возможное для их поимки, как это сделали израильские силы безопасности, «в считанные дни арестовав подозреваемых в убийстве подростка Мохаммеда Абу-Хдэйра»: «Убийцы пришли с территории, контролируемой ПА, и вернулись туда после убийства, поэтому ПА должна сделать всё возможное для их поимки». Он также отметил различия между подходом к подобным убийствам в Израиле и ПНА: «У нас подстрекатели несут уголовную ответственность, тогда как в ПА подстрекательством […] призывами к уничтожению Израиля, занимаются официальные СМИ и система образования. […] мне не важно, против кого в государстве Израиль ведётся подстрекательство, и я одинаково резко осуждаю лозунги „смерть арабам“ и „смерть евреям“».
Согласно ИТВ-2 (Channel 2), один из подозреваемых дал признательные показания, начав называть своих сообщников. Результаты расследования запрещены к публикации, интересы задержанных представляют адвокаты Ури Кейнан и Ади Кейдар. Позже суд Петах-Тиквы продлил их арест подозреваемых на 9 дней. Агентство France-Presse со ссылкой на близкий к следствию источник, сообщило, что трое из шести подозреваемых признали свою вину и указали полицейским путь автомобиля, в котором везли похищенного подростка.
Полиция, которая нашла подозреваемых по номеру автомобиля, подозревает их также в неудавшейся попытке похищения 9-летнего Мусы Зелюма из Шуафата двумя днями ранее.
7 июля Б. Нетаньяху позвонил отцу Мухаммада Абу Хдэйра и сказал, что «я хочу от своего имени и от имени граждан Израиля выразить возмущение, в связи со зверским убийством вашего сына» и что «убийцы будут преданы суду и понесут наказание».
Президент Израиля Шимон Перес сообщил, что подробности расследования дела об убийстве Хдэйра не будут скрываться, а виновные, кто бы они ни были, понесут самое суровое наказание. Главный раввин округа Самария и глава йешивы Алон-Море Эльяким Леванон издал галахическое постановление, в котором говорилось, что «к сожалению, выяснилось, что евреи убили арабского подростка. Еврейский закон не знает милосердия к убийцам. И нет разницы, кто является жертвой — еврей или араб», призвал казнить убийц Хдэйра, чтобы «выжечь зло».
9 июля мировой суд в Иерусалиме принял аргументы адвокатов троих арестованных подозреваемых и дал указание об их освобождении в связи с отсутствием «реальных доказательств их причастности к смерти» Абу Хдэйра, если «не возникнут новые обстоятельства, делающие (их) освобождение невозможным». 8 июля по той же причине был освобождён седьмой подозреваемый, арестованный накануне вечером. Оставшиеся трое подозреваемых впервые встретились со своими адвокатами только 9 июля, поскольку истёк «срок, запрещающий для них консультации адвокатов».

## Реакция на убийство
Убийство Мухаммада абу-Хдейра вызвало многочисленные осуждения, как в Израиле, так и в мире. В том числе Совета Безопасности ООН, генерального секретаря ООН Пан Ги Муна, госсекретаря США Джона Керри и Европейского Союза.
Премьер-министр Израиля Биньямин Нетаниягу осудил убийство, выразил свои соболезнования семье погибшего и пообещал, что убийцы будут найдены и понесут суровое наказание, так как таким людям не место в израильском обществе. Министр экономики Нафтали Беннет назвал убийство «антиеврейским».
6 июля во время посещения мэром Иерусамила Ниром Баркатом семьи убитого еврейского юноши Нафтали Френкеля состоялась телефонная беседа родителей Нафтали с родителями Мухаммада, во время которой стороны выразили друг другу соболезнования. Родители Френкеля заявили, что понимают горе палестинской семьи и они против любых проявлений насилия как со стороны евреев, так и со стороны арабов.
После сообщения об убийстве, ещё до ареста подозреваемых, началась волна выступлений израильских арабов, первоначально в Иерусалиме, а затем и в других арабских населённых пунктах Израиля и на дорогах, проходящих рядом с этими населёнными пунктами в районах Арабского треугольника, в Галилее и в Негеве. Во время беспорядков в Восточном Иерусалиме причинён ущерб в десятки миллионов шекелей имуществу иерусалимского трамвая, который прекратил движение в направлениях на районы Шуафат, Бейт Ханина и Писгат-Зеэв. Беспорядки продолжились и после ареста подозреваемых. Полиция задержала несколько десятков их участников.
В ходе беспорядков в Восточном Иерусалиме, на следующий день после убийства, двумя полицейскими из пограничной стражи, лица которых были закрыты, был избит 15-летний американский гражданин Тарек абу-Хдейр, двоюродный брат погибшего, прилетевший из США на похороны Мухаммада.

## Приговор убийцам
3 мая 2016 года завершился суд по обвинению 30-летнего Йосефа Хаима Бен-Давида и его двух несовершеннолетних подручных в убийстве. Бен-Давид был приговорён к пожизненному заключению и ещё 20 годам тюрьмы (минимальный срок заключения составляет 45 лет). 17-летний помощник к пожизненному заключению и ещё 3 годам тюрьмы (минимальный срок составляет 28 лет). 16-летний к 21 году заключения (минимум 14 лет). Дополнительно убийцы выплатят семье погибшего компенсацию в размере 60 тысяч шекелей.